# Cubells
Cubells là một đô thị trong tỉnh Lleida, cộng đồng tự trị Cataluña Tây Ban Nha. Đô thị Cubells có diện tích là 39,04 ki-lô-mét vuông, dân số năm 2009 là 401 người với mật độ 10,27 người/km². Đô thị Cubells có cự ly km so với tỉnh lỵ Lleida.